# Wormate.io
Wormate.ioとは、Oleksandr Godobaが販売し配信する、ウェブブラウザiOS及びAndroid対応の多人数参加型オンラインアクションゲームである。

## ルール
プレイヤーは、円形のマップ及びサーバの内部で蛇の形をしたアバターを操作し、マップ上に出現するお菓子などの見た目をした餌を食べることでサイズを大きくすることができる。登場後アバターは常に前進しており、蛇の頭の部分に当たるアバターの先端部分が別のアバターの一部に衝突すると、蛇の体は餌の集まりと化してゲームオーバーとなる。なお、マップの外周および壁、範囲外に衝突する場合は餌と化さずに消え、ゲームオーバーとなる。より長く生き延び、アバターのサイズを競うのが主なゲームの趣旨及び目的となる。

## 操作
マウスや液晶、タッチパネルなどをスクロールしながらアバターを操作することが可能である。PCにおける上下左右矢印キーにおいても簡易な操作が可能とされる。また、スペースバーまたは右/左クリック（モバイル版および液晶ではダブルタップ）を押している間はプレイヤーはブーストを使用することができ、アバターのスピードアップが可能になる(ある程度の大きさが必要とされ、スピードアップ中はサイズが餌と化し消費され小さくなる)。これを利用して他のプレーヤーを倒すことも可能であり、相手がループ内に巻き込まれてアバターに衝突するまで、相手アバターを取り囲んで周回するといった作戦もしばしば用いられる。

## アイテム
ゲーム内にはアイテムが多数存在し、著しく動きが速くなるアイテムや、視野が広くなるアイテム、アバターが曲がりやすくなるアイテム、食べた餌の大きさが倍になるアイテム(2倍・5倍・10倍)、磁石のようにアバターに餌が引き付けられるアイテムなどが挙げられる。PCやスマートフォンにおいて外見による違いはあるが、基本的な働きは変わらない。アイテムは各種1回につき1つ使用でき、ある程度の時間が経つと効力を失う。なお、食べた餌の大きさが倍になるアイテム(2倍・5倍・10倍)を使用した場合、極めて巨大な餌やサイズである場合は単純に食べた餌の大きさが倍になることはない。

## 由来
「Wormate.io」は、アバターの外見による形状から「worm」=蠕虫に由来する。同じ「.io」シリーズゲームに存在する『Slither.io』とは別個であり、アバターがヘビ状であるという点で似ているが、Wormate.ioの方が当たり判定が甘く、マップの面積も広い。なお、「.io」シリーズには他に、『Wormax.io』、『worms.io』、『worm.io』などのヘビ状のゲームが多々存在する。

## スキン
アバターにはヘビ状の体そのものに対応するスキンや、目やひげ、帽子、被り物などといったコスチュームスキンを身に着けることが可能であり、プレイヤーはマップ上のコインを食し手に入れ貯めたゲーム内のコインによって一部を購入することが可能である。また、課金も可能とされる。なお、プレイヤーの今までに食べた餌の総数により各プレイヤーアカウントごとにレベルが存在し、コインやレベル、特別な一部のスキンなどは、初期におけるゲストモードではなく、各自のアカウントによるログインが必要となる。また、ゲーム内に存在するキル数やサイズ、レベルにおけるランキングは、チートなどによるバグや反映されないなどといった問題が多数報告されている。